# Fritz Joseph Encke
Fritz Joseph Encke (né le 1er août 1904 à Cologne et mort le 4 mars 2000 à Greifenstein) est un écrivain horticole et jardinier allemand.

## Biographie
Fritz Joseph Encke, le troisième et plus jeune fils de l'architecte de jardin Fritz Encke, travaille comme jardinier dans des pépinières allemandes et nord-américaines dans les années 1920. En 1929, il arrive à la Palmeraie de Francfort-sur-le-Main, où il est directeur de 1945 à 1968.
Il est coéditeur des 9e à 15e éditions de l'ouvrage de référence Zander Handwörterbuch der Pflanzennamen, fondé par Robert Zander et publié de 1964 à 1994.

## Honneurs
En 1968, il reçoit un doctorat honorifique et la Croix fédérale du mérite de 1re classe.

## Publications
- Pflanzen für Zimmer und Balkon. 1952 (1. bis zur 8. Auflage 1964 unter diesem Titel; 9. Auflage 1973 bis 13. Auflage 1987 als „Zimmerpflanzen“).
- Sommerblumen. 1961.
- Die schönsten Kalt- und Warmhauspflanzen. 1968 (2. Auflage 1987 unter dem Titel „Kalt- und Warmhauspflanzen“).
- Zwergsteingärten. 1978.
- Kletterpflanzen für Haus und Garten. 1980.
- Kübelpflanzen. 1982.